# Паён, Джимми
Джимми Паён (фр. Jimmy Pahun; род. 15  мая 1962, Пор-Луи, Франция) — французский политик, депутат Национального собрания Франции.

## Биография

### Спорт и медиа
Родился 15 мая 1962 года в Пор-Луи (департамент Морбиан). С детства начал заниматься парусным спортом, был многократным чемпионом Франции в гонках под парусом; благодаря своим постоянным контактам с прессой способствовал популяризации парусного спорта. В 1996 году вместе с Аленом Готье он выиграл гонку Transat AG2R, в период с 1985 по 2006 годы был 10-кратным победителем гонки Spi Ouest-France.
С 1992 по 2000 годы Джимми Паён был экспертом гонки на Кубок Америки на телеканале Paris Première. В 1996 году на Олимпийских играх в Атланте комментировал парусный спорт на Canal+, а в 2008 году во время Олимпийских играх в Пекине делал то же самое для France Télévisions.
С 2008 года Джимми Паён ведет свою программу «Морское кафе» (фр. Le Café de la Marine) на La Radio de la mer. С 2011 года эта программа стала транслироваться в бретонских телевизионных кабельных сетях. С сентября 2009 года он публикует два раза в месяц колонку для веб-сайта газеты Ouest-France. 

### Политическая карьера
В 2007 году Джимми Паён примкнул к гражданскому движению «Люди дюн», выступавшему против использования морского песка в качества заполнителя бетона. Участвовал в нескольких масштабных акциях на бретонских пляжах. В 2014 году он возглавил оппозиционный список на муниципальных выборах в Пор-Луи и был избран членом муниципального совета. В 2017 году он выдвинулся в качестве независимого кандидата на выборах в Национальное собрание по 2-му округу департамента Морбиан. Не являясь официальным кандидатом движения «Вперёд, Республика!» Эмманюэля Макрона, он тем не менее пользовался его поддержкой, благодаря чему выиграл выборы во 2-м туре, получив 51,06 % голосов.
27 июня 2017 года Джимми Паён присоединился к фракции партии Демократическое движение в Национальном собрании и стал членом комиссии по устойчивому развитию и планированию территорий.
В сентябре 2018 года, после назначения Франсуа де Рюжи в правительство, поддерживал кандидатуру Барбары Помпили на выборах президента Национального собрания. В 2018 году предложенный им законопроект, направленный на сохранение экономической и сельскохозяйственной деятельности в прибрежной зоне, был принят Национальным собранием.
На выборах в Национальное собрание в 2022 году Джимми Паён вновь баллотировался во втором округе департамента Морбиан от президентского большинства и сохранил мандат депутата, набрав во втором туре 58,6 % голосов.

## Занимаемые должности
03.2014 — 28.06.2020 — член муниципального совета коммуны Пор-Луи 
 
с 21.06.2017 — депутат Национального собрания Франции от 2-го избирательного округа департамента Морбиан